# Зенкина, Валентина Ивановна
Валенти́на Ива́новна Зе́нкина (в замужестве Сачковская; род. 13 мая 1927, Дорогобуж, Смоленская губерния) — санитарка, участница обороны Брестской крепости и партизанского движения во время Великой Отечественной войны.

## Биография
Валентина Зенкина родилась 13 мая 1927 года в городе Дорогобуж Смоленской губернии (ныне Смоленская область) в семье военного. Отец Валентины Иван Иванович Зенкин был старшиной музыкального взвода 333-го инженерного полка. В 1940 году семья переехала в город Брест. В 1941 году Валентина окончила семь классов средней школы № 15 города Бреста.
В начале Великой Отечественной войны принимала участие в обороне Брестской крепости. Отец Валентины, как и многие бойцы Брестской крепости погиб в первые дни войны. Она перевязывала раненых, собирала патроны и подносила их обороняющимся красноармейцам. После захвата немецкими войсками Брестской крепости жила в оккупированном Бресте и принимала участие в молодёжном подполье, вместе с единомышленниками готовила и воплощала в жизнь планы побега советских военнопленных из немецких лагерей.
Валя Зенкина вместе с Верой Кравцовой спасла из гетто 17 человек, но одного из них немцы поймали. Он не выдержал пыток и выдал её подругу, которую затем расстреляли. Валентина ушла в партизанский отряд, где сражалась наравне со взрослыми. За отвагу и мужество проявленное во время войны была награждена орденом Красной Звезды.
После войны переехала в город Могилёв Белорусской ССР. На протяжении более 35 лет работала преподавателем в различных ПТУ города.
После выхода на пенсию начала проводить военно-патриотическую работу и участвовать в поисковых отрядах.

## Награды
- Орден Красной Звезды